# Clubiona inaensis
Clubiona inaensis là một loài nhện trong họ Clubionidae.
Loài này thuộc chi Clubiona. Clubiona inaensis được miêu tả năm 1989 bởi Hayashi.